# Mauzac-et-Grand-Castang
Mauzac-et-Grand-Castang település Franciaországban, Dordogne megyében. Lakosainak száma 876 fő (2022. január 1.). Mauzac-et-Grand-Castang Sainte-Foy-de-Longas, Badefols-sur-Dordogne, Calès, Lalinde, Pezuls, Trémolat és Pressignac-Vicq községekkel határos.

## Népesség
A település népességének változása:
| Lakosok száma | 894  | 887  | 884  | 864  | 865  | 868  | 870  | 873  | 876  |
|               | 2013 | 2015 | 2016 | 2017 | 2018 | 2019 | 2020 | 2021 | 2022 |